# Liniebrug
De  Liniebrug (tijdens de bouw bekend onder de naam Fietsbrug Nigtevecht) is een fiets- en voetgangersbrug over het Amsterdam-Rijnkanaal nabij Fort Nigtevecht en het dorp Nigtevecht. De brug is gebouwd door de aannemer Ballast Nedam en het ingenieursbureau ipv Delft en is grotendeels van staal gemaakt, met een betonnen dek en betonnen steunpunten.

## Geschiedenis

### Draaibrug
Oorspronkelijk was de Velterslaan een doorgaande weg tussen Gein-Zuid in Weesperkarspel en Nigtevecht. In 1892 na de aanleg van het Merwedekanaal werd de weg onderbroken en kreeg het korte overgebleven gedeelte in Nigtevecht de naam Korte Velterslaan. Er verscheen een draaibrug van 40 meter breed over het Merwedekanaal. In 1952 werd het Merwedekanaal opgenomen in het nieuwe Amsterdam-Rijnkanaal en verbreed tot 80 meter waarbij de draaibrug verdween.

### Pontveer
Ter vervanging van de brug kwam er een gratis veerwagen, een rijdende pont die werd voortbewogen op wielen over een rail op circa 6 meter diepte aangedreven door een dieselmotor. De pont werd bediend door slechts één machinist. Dit was bij mooi weer geen probleem maar bij slecht weer of mist was dit niet ongevaarlijk voor één man, maar vooral in de winter bij vorst gaf het grote problemen om de geul ijsvrij te houden. Naast deze pont was een overzetbootje afgemeerd omdat het tot 1960 voor fietsers en voetgangers niet toegestaan was gebruik te maken van de veerwagen. Daarna bleef het bootje beschikbaar bij onderhoud of reparatie van de veerwagen om toch de fietsers en
voetgangers over te kunnen zetten. 
Na 15 jaar dienst voer de pont op 31 december 1967 voor het laatst. Door de verbreding van het kanaal tot 100 meter was er geen plaats meer voor de pont en werd de verbinding tussen de Velterslaan en Korte Velterslaan verbroken. Voortaan diende men om te rijden via de Weesperbrug of Loenerslootsebrug.

## Fietsbrug

### Voorfase
Voor een betere bereikbaarheid van Nigtevecht met de andere zijde van het Amsterdam-Rijnkanaal en om de in 1968 verbroken verbinding tussen de Velterslaan en Korte Velterslaan te herstellen is het plan ontstaan voor de aanleg van een fietsbrug.    
Het eerste ontwerp van Rogier de la Rive Box had als naam "Kraijenhofbrug". Andere mogelijkheden zoals een Gondelbrug of een brug met een lift bleken niet uitvoerbaar of te duur. Dit vanwege de hoge kosten van toezicht en bediening, storingsgevoeligheid en de wachttijden die liften met zich meebrengen, maar ook was het ontwerp sociaal onveilig en kwetsbaar voor vandalisme. 
Uiteindelijk werd nadat met omwonenden, maatschappelijke organisaties en overheden in 2012 en 2013 tijdens werksessies mogelijke locaties voor de fietsbrug vastgesteld waren op basis van de resultaten daarvan een definitieve locatie bepaald en werd gekozen voor een traditionele fietsbrug. De geraamde kosten vielen binnen het beschikbare budget.

### Huidige brug
De brug verbindt even ten zuiden van de Velterslaan de Kanaaldijk-West met de Kanaaldijk-Oost en de Vreelandseweg in Nigtevecht waarbij de verbroken verbinding na de opheffing van de pont, zij het niet in rechte lijn, is hersteld. Om het hoogteverschil te kunnen overbruggen zijn er zowel fietspaden met een aantal haarspeldbochten en U-vormige bordestrappen vanaf de Kanaaldijken. Aan de westzijde ligt de oprit op een dijklichaam die met een haarspeldbocht aansluit op een lang recht gedeelte op een viaduct op pijlers met directe aansluiting op de brug zelf. Aan de oostzijde sluit de brug aan op een viaduct op pijlers met een drietal haarspeldbochten en is er geen dijklichaam. Hierdoor is in tegenstelling tot de noordelijker gelegen Nesciobrug het hellingspercentage vrij gering en gemakkelijk te fietsen. 
De gemeenten Stichtse Vecht en De Ronde Venen hebben gezorgd voor de aansluiting van de brug en aanlandingen op het wegennet. Alhoewel de brug niet in de gemeente Amsterdam ligt heeft zij wel een aanzienlijke financiële bijdrage gegeven waardoor het nabijgelegen Amsterdam-Zuidoost met een aantrekkelijke fiets- en wandelroute is verbonden met de buurgemeenten. Ook zijn er recreatieve voorzieningen zoals een lange picknicktafel langs het talud aan de westzijde.   
In samenhang met de brug ligt er ook een faunatunnel onder de weg over de Kanaaldijk-Oost ten zuiden van Nigtevecht om dieren die het kanaal zwemmend willen oversteken, op een veilige manier de autoweg te laten kruisen. Ook werden de hoge oevers verlaagd en werd de Kanaaldijk-Oost meer naar het oosten verplaatst. 
De brug werd na de bouw geplaatst aan de Oost Kanaaldijk, werd daar verder afgewerkt en op 11 maart 2018 geplaatst op de landhoofden.  
De brug en faunatunnel zou naar verwachting in de loop van het voorjaar van 2018 voor voetgangers, fietsers en dieren in gebruik komen. Er was echter vertraging ontstaan maar vanaf 3 augustus 2018 mag de brug door fietsers en voetgangers worden gebruikt. De officiële opening was op 7 september 2018.

### Officiële naam
Tijdens de dag van de officiële opening op 7 september 2018, werd de officiële naam Liniebrug onthuld. Deze naam is gekozen omdat de brug de verbinding vormt tussen de Stelling van Amsterdam en de Nieuwe Hollandse Waterlinie.

### Constructie
De brug is een boogbrug van het type netwerkboog (net als bijvoorbeeld De Oversteek), waardoor een slankere uitvoering met minder staalverbruik, dan een vakwerkboog mogelijk was. In totaal heeft de boogbrug 52 hangers, 26 aan beide zijden. Het brugdek is gemaakt van een betonnen breedplaatvloer welke rust op randliggers.
De stalen delen van de brug zijn geproduceerd in België door CSM en geassembleerd op een voorbouwlocatie, welke zich 700 meter van de uiteindelijke locatie bevond. In de nacht van 10 op 11 maart 2018 werd de brug ingevaren, met behulp van een ponton. Het kanaal mocht maar een beperkt aantal uur gestremd worden om hinder voor de scheepvaart te voorkomen.
De betonnen aanbruggen bestaan uit een tweehonderd meter lange rechte hellingbaan aan de westzijde en een driehonderd meter lange helling met haarspeldbochten aan de oostzijde.